# (500115) 2012 BE118
(500115) 2012 BE118 es un asteroide perteneciente al cinturón de asteroides, descubierto el 10 de abril de 2005 por el equipo del Mount Lemmon Survey desde el Observatorio del Monte Lemmon, Arizona, Estados Unidos.

## Designación y nombre
Designado provisionalmente como 2012 BE118.

## Características orbitales
2012 BE118 está situado a una distancia media del Sol de 2,403 ua, pudiendo alejarse hasta 2,692 ua y acercarse hasta 2,114 ua. Su excentricidad es 0,120 y la inclinación orbital 1,821 grados. Emplea 1360,75 días en completar una órbita alrededor del Sol.

## Características físicas
La magnitud absoluta de 2012 BE118 es 18,2.